# Ophiopogon planiscapus
Az Ophiopogon planiscapus az egyszikűek (Liliopsida) osztályának spárgavirágúak (Asparagales) rendjébe, ezen belül a spárgafélék (Asparagaceae) családjába tartozó faj.

## Előfordulása
Az Ophiopogon planiscapus természetes előfordulási területe kizárólag Japán középső és déli részei; azonban dísznövényként a világon számos helyen termesztik.

## Megjelenése
Habár a levelei fűszerűek, a növény egy spárgaféle. A legközkedveltebb termesztett változata, a 'Nigrescens', amelynek amint neve is utal rá, feketés vagy sötétszürke levelei vannak. Évelő és örökzöld növény, amelynek rövid gyöktörzsei és csomóban növő levelei vannak. Egy-egy levél 30-50 centiméter hosszú és 4-6 milliméter széles, valamint élénkzöld színű. A virágzó szára 20-30 centiméter magas és egyenes, rajta 6-7 milliméteres, harangalakú, világos lila vagy fehér virágok vannak. A termése kerek, húsos, világoskék és 3-5 milliméter átmérőjű.

## Életmódja
A természetes élőhelyei az erdők és a domboldalak növénytársulásai. Nyáron nyílik.

## Képek

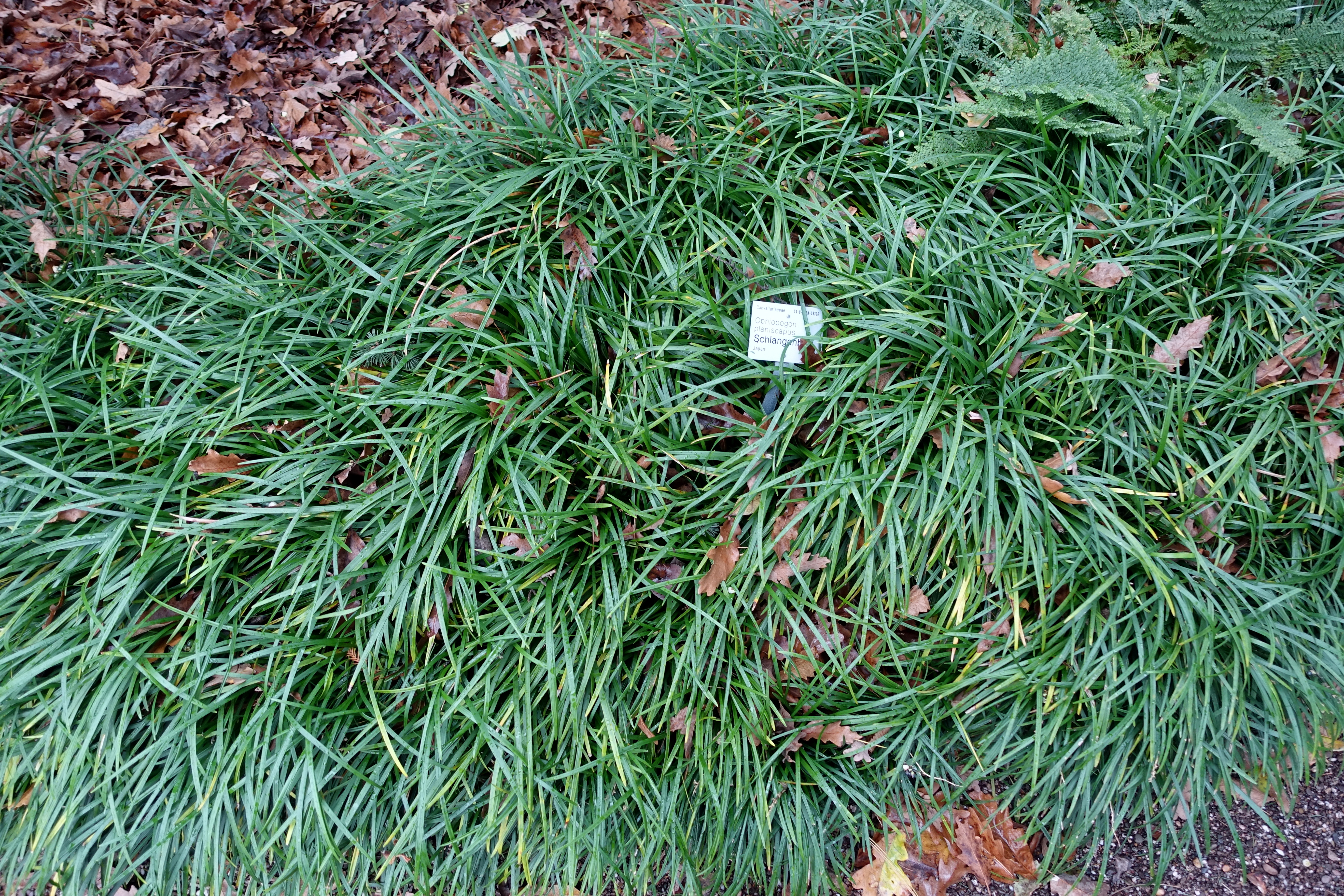
A természetes
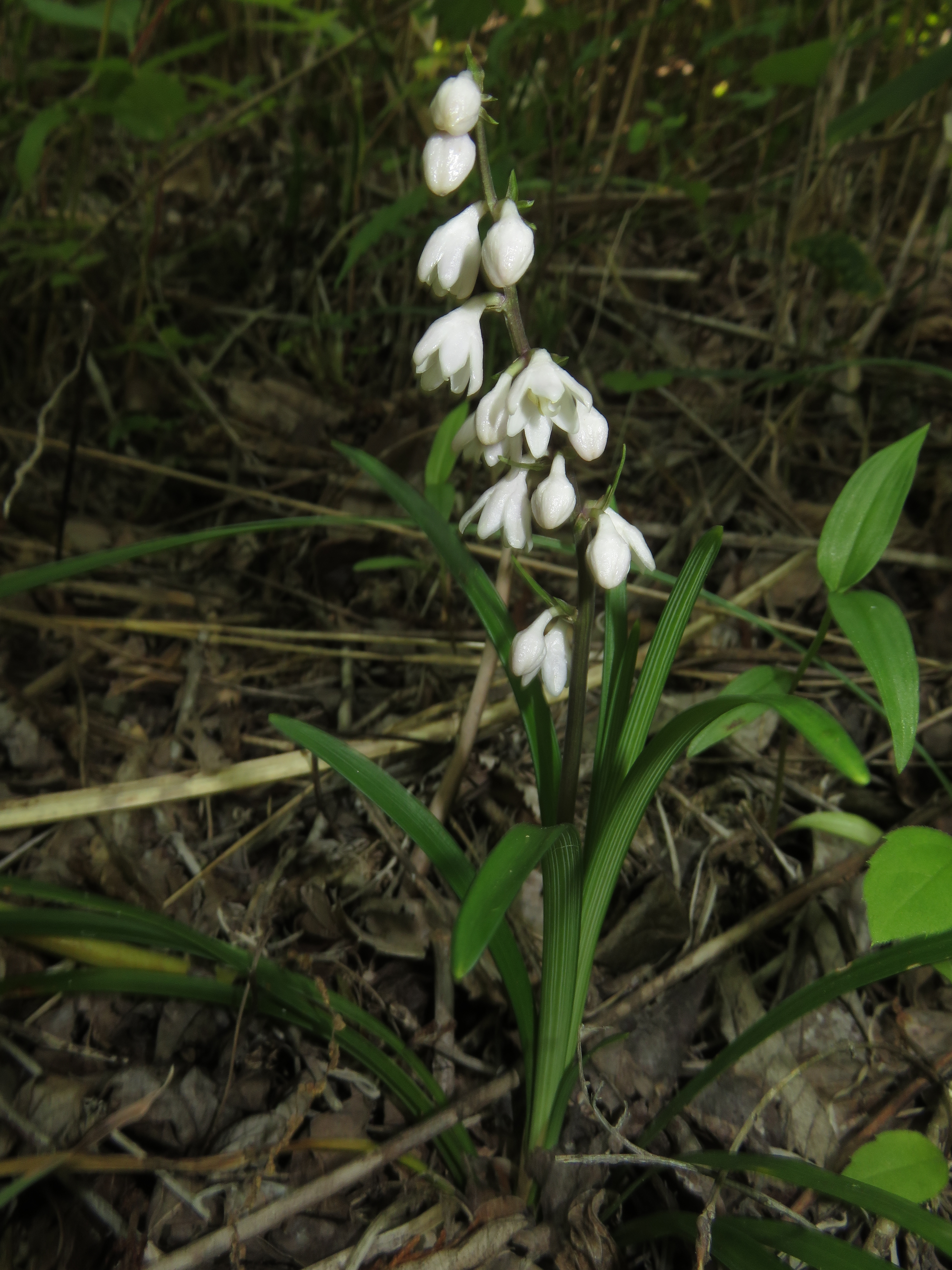
változatai
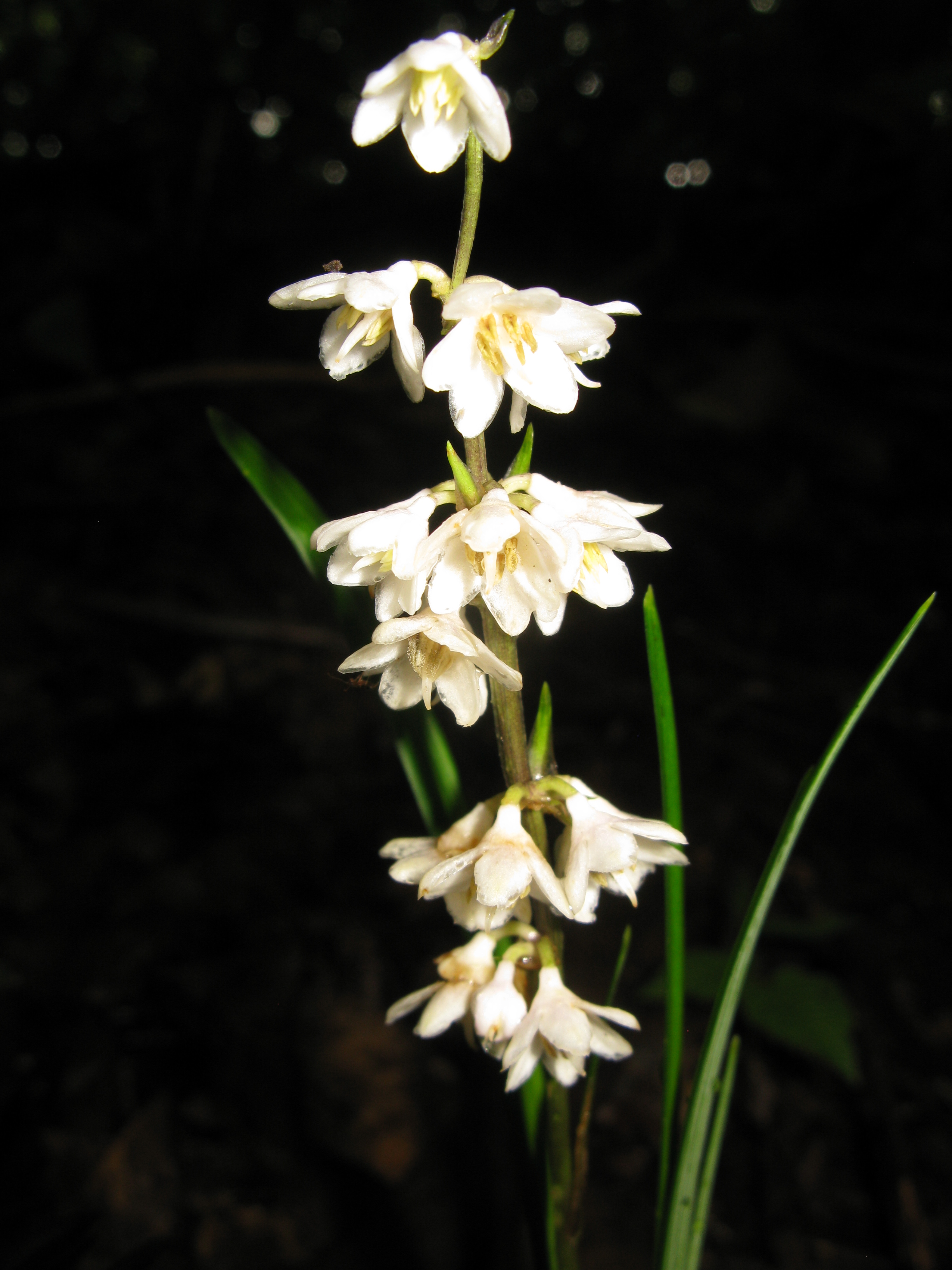
Virágai
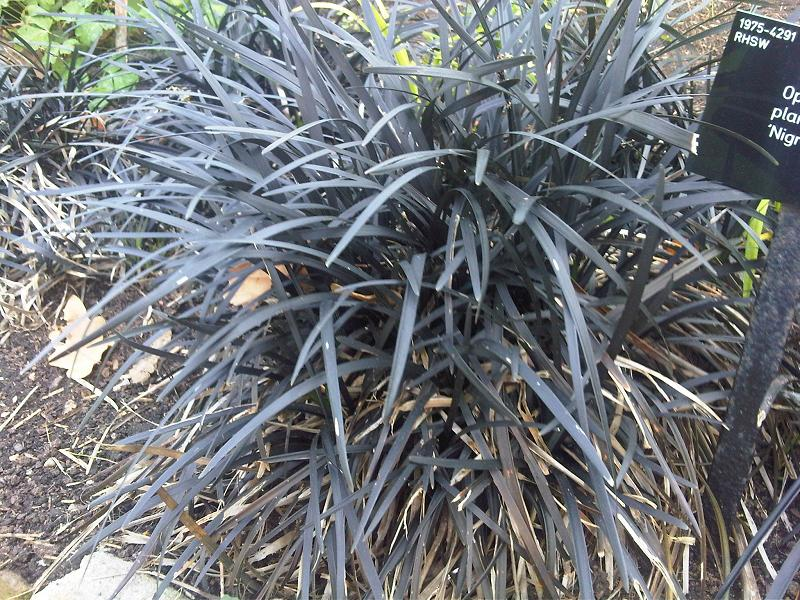
A termesztett 'Nigrescens' változat
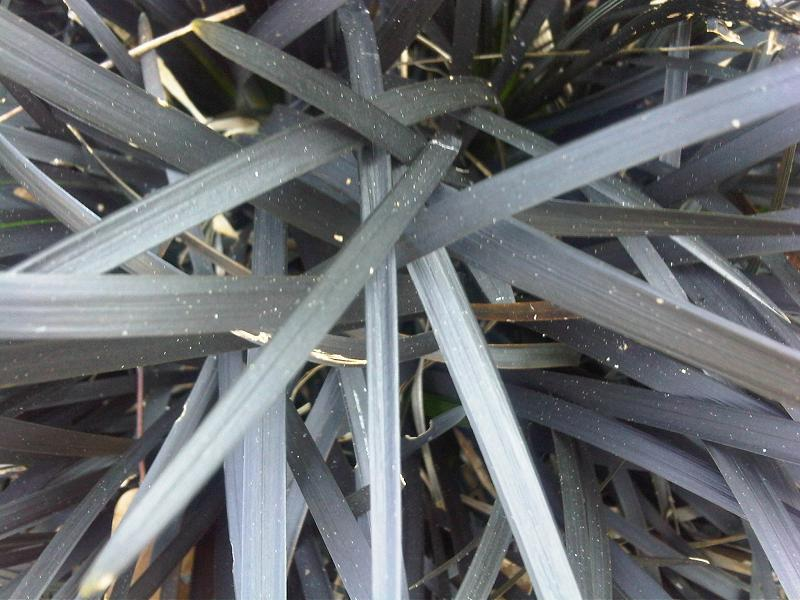
Közelről a levelei